# Franco Zucchi (velista)
Franco Zucchi (Napoli, 22 novembre 1917 – Genova, 24 febbraio 1996) è stato un velista italiano.

## Biografia
Nato a Napoli nel 1917, a 42 anni partecipò ai Giochi olimpici di Roma 1960, nei 5,5 metri, sull'imbarcazione Voloira II, insieme a Marco Novaro e al timoniere Pietro Reggio, arrivando 11º con 2758 punti, 2524 dopo aver applicato lo scarto.
Morì nel 1996, a 78 anni.